# 천주의 성모 마리아 대축일
천주의 성모 마리아 대축일(라틴어: Sollemnitas Sanctæ Dei Genetricis Mariæ)은 기독교에서 예수 그리스도가 참 하느님이며 참 사람임을 선언하고, 이런 의미에서 예수 그리스도를 낳은 성모 마리아를 테오토코스(하느님의 어머니)로 공경하는 대축일이다. 로마 가톨릭교회에서는 주님 성탄 대축일로부터 8일 후, 곧 새해를 시작하는 첫날인 1월 1일에 지내고 있다. 가톨릭교회의 라틴 전례에서 가장 오래된 마리아 축일이라고 할 수 있으며, 날짜가 고정된 대축일이자 의무 축일 가운데 하나이다.

## 역사
천주의 성모 마리아 축일은 서방 기독교에 앞서 동방 기독교에서 먼저 지내고 있었다. 하지만 5세기 무렵부터 프랑스와 스페인에서 주님 성탄 대축일 전 일요일에 천주의 성모 마리아 축일을 지내기 시작했다. 로마에서는 7세기까지 1월 1일은 ‘천주의 모친 복되신 동정 마리아 첨례일’로 지냈다. 13세기와 14세기에는 마리아 축일을 대신하여 주님의 할례 축일을 1월 1일에 지냈다. 성공회와 루터교에서는 아직까지도 1월 1일을 주님의 할례 축일로 지내고 있다. 1570년 교황 비오 5세는 새로 개정된 미사를 공포하면서 1월 1일을 주님의 할례 축일로 지내는 것을 가톨릭교회 전체로 확대하였다.
1914년 포르투갈에서는 10월 11일을 천주의 모친 복되신 동정 마리아 첨례일로 지내기 시작했는데, 1931년 교황 비오 11세는 테오토코스에 대한 교의가 확립된 에페소 공의회(431년) 1500주년을 맞이하여 이를 가톨릭교회 전체가 준수할 것을 지시하였다. 1974년 제2차 바티칸 공의회 이후 교황 바오로 6세는 대대적인 전례 개혁을 하면서 지금까지 1월 1일에 지내던 주님의 할례 축일을 천주의 성모 마리아 대축일로 대체하였다. 또한 바오로 6세는 1968년부터 천주의 성모 마리아 대축일을 세계 평화를 위하여 기도하는 ‘세계 평화의 날’로 정하였다. 바오로 6세는 “이날은 갓 태어나신 평화의 임금님을 경배하고 천사가 전해준 기쁜 소식을 다시 한 번 들으며 평화의 모후를 통해 하느님께 평화의 고귀한 선물을 청하는 좋은 기회가 된다”고 제정 의미를 강조한 바 있다. 특별 양식 로마 전례를 따르는 가톨릭교회의 단체 및 신자들은 아직까지도 10월 11일을 천주의 모친 복되신 동정 마리아 첨례일로, 1월 1일은 성탄 팔부 첨례일로 지내고 있다.

## 같이 보기
- 성모 승천
- 에페소 공의회
- 원죄 없이 잉태되신 동정 마리아 대축일
- 테오토코스